# Partondichtefunktion
Eine Partondichte(-funktion) {\displaystyle f_{i}} (abgekürzt PDF) ist eine Funktion, welche die Verteilung desjenigen Anteils am Impuls eines Hadrons (insbesondere eines Protons oder Neutrons) angibt, den ein Parton (Quark oder Gluon) trägt.
Partondichten wurden zuerst in den 1960er Jahren im Parton-Modell von Richard P. Feynman eingeführt. Dieses Modell dient der Beschreibung sehr hochenergetischer Zusammenstöße zwischen Hadronen und Leptonen oder anderen Hadronen und behandelt Hadronen als eine Art Wolke von freien Partonen.
Im Rahmen der modernen Theorie der starken Wechselwirkung, der Quantenchromodynamik (QCD), beschreiben die Partondichten den nicht perturbativ berechenbaren Teil des Wirkungsquerschnitts eines Lepton-Hadron- oder Hadron-Hadron-Stoßes. In der QCD sind die Partondichten wohl definierte, universelle Funktionen, d. h. für ein gegebenes Hadron haben sie immer denselben Wert, unabhängig vom betrachteten Prozess. Beispielsweise können Partondichten, die aus den experimentellen Daten eines Prozesses wie der tiefinelastischen Elektron-Proton-Streuung gewonnen wurden, zur Vorhersage der Ereignisraten eines anderen Prozesses wie der Higgs-Boson-Produktion in Proton-Proton-Stößen am Large Hadron Collider (LHC) herangezogen werden.
Die Annahme, dass die Partonen sich im Hadron wie freie Teilchen verhalten, wird im Parton-Modell ad hoc vorausgesetzt. In der QCD wird diese Eigenschaft als asymptotische Freiheit bezeichnet und erklärt sich daraus, dass die Kopplungskonstante der starken Wechselwirkung bei kleinen Abständen immer kleiner wird.

## Definition
Die PDF {\displaystyle f_{i/h}(x,Q)} gibt die Wahrscheinlichkeitsdichte an, bei einer Energieskala {\displaystyle Q} das entsprechende Parton {\displaystyle i} mit dem Impulsbruchteil {\displaystyle x} des Hadrons {\displaystyle h} zu finden. Streng genommen gilt diese Definition nur in einem Bezugssystem, in dem das Hadron einen unendlich hohen Impuls (engl. infinite momentum frame) trägt.
Teilweise finden sich in der Literatur auch die verkürzende Schreibweise {\displaystyle i(x,Q)}. Hierbei beschreibt {\displaystyle u(x,Q)} dann beispielsweise die Upquark-PDF.

## Eigenschaften
Aufgrund der modellhaften Beschreibung, die den PDFs zugrunde liegt, kann man aus den Annahmen einige einschränkende Aussagen über die PDFs treffen. Diese Aussagen lassen sich einerseits dazu verwenden, die PDFs genauer zu ermitteln, andererseits kann man anhand von PDFs, die nicht von diesen Annahmen ausgehen, die Schwächen des Modells überprüfen.
Aufgrund der Zusammensetzung der Hadronen aus Partonen und der Normierung auf den hadronischen Gesamtimpuls ist zu erwarten, dass die Partonenimpulse unter Berücksichtigung ihrer Verteilung aufsummiert wieder den Hadrongesamtimpuls bilden. Man erhält dadurch folgende Vollständigkeitsrelation, die insbesondere auch unabhängig von der betrachteten Energieskala Q ist:
{\displaystyle \sum _{i}\int _{0}^{1}xf_{i}(x,Q){\text{d}}x=1}

### Proton-PDFs
Da Protonen aus zwei Upquarks und einem Downquark (den Valenzquarks des Protons) zusammengesetzt sind und die schwache Wechselwirkung hier vernachlässigbar ist, können andere Quarks nur durch Paarerzeugung aus Gluonen entstehen. Es ist daher zu erwarten, dass für diese Quarks die Quark-PDFs mit den Antiquark-PDFs übereinstimmen:
{\displaystyle f_{i}(x,Q)\equiv f_{\bar {i}}(x,Q)}
Ferner ist zu erwarten, dass für die Valenzquarks die folgenden drei Identitäten gelten (Index s für strange-Quark):
{\displaystyle \int _{0}^{1}(f_{u}(x,Q)-f_{\bar {u}}(x,Q)){\text{d}}x=2}
{\displaystyle \int _{0}^{1}(f_{d}(x,Q)-f_{\bar {d}}(x,Q)){\text{d}}x=1}
{\displaystyle \int _{0}^{1}(f_{s}(x,Q)-f_{\bar {s}}(x,Q)){\text{d}}x=0}
Diese sind prinzipiell gleichbedeutend mit der Aussage, dass das Proton aus zwei Upquarks und einem Downquark besteht.

### Abhängigkeit von der Energieskala
In der QCD sind die Partondichten selbst zwar nicht störungstheoretisch berechenbar, die QCD macht aber definitive Vorhersagen, wie sich die Partondichten zwischen niedrigen und höheren Energieskalen verändern. Diese Vorhersage werden von den DGLAP-Gleichungen geliefert, die nach den Anfangsbuchstaben der Nachnamen der Autoren: Dokshitzer, Gribow, Lipatow sowie Altarelli und Parisi benannt sind. Es reicht also, den Verlauf der Partondichten bei einer niedrigen Skala Q0 zu kennen, dann können die Werte bei allen höheren Skalen Q > Q0 berechnet werden. Diesen Vorgang bezeichnet man als Evolution.
Die Energieskala Q wird gewöhnlich in der Einheit Gigaelektronenvolt (GeV) angegeben; dabei ist Q ein Wert, der den zu berechnenden Prozess charakterisiert, z. B. die Virtualität eines ausgetauschten Teilchens.
Die Abhängigkeit der Partondichten von der Energieskala Q ist eine Verletzung der Bjorken-Skaleninvarianz und unterscheidet die Vorhersagen der QCD vom einfacheren Quark-Parton-Modell. Die experimentelle Messung dieser Q-Abhängigkeit ist ein wichtiger quantitativer Test der Vorhersagen der QCD.

## Verfügbare PDF-Sets
Bekannte PDF-Kollaborationen sind:
- CTEQ (The Coordinated Theoretical-Experimental Project on QCD[1])
- MSTW (Martin-Stirling-Thorne-Watt Parton Distribution Functions [2])
- NNPDF (Neural Network Parton Distribution Functions[3])

Eine umfangreiche Liste mit verfügbaren PDF-Sets findet sich bei LHAPDF.